# Matilda Joslyn Gage
Matilda Joslyn Gage (ur. 24 marca 1826 w Cicero, zm. 18 marca 1898 w Chicago) – amerykańska wolnomyślicielka, feministka, działaczka na rzecz abolicjonizmu i praw Indian, obok Susan B. Anthony i Elizabeth Cady Stanton jedna z najważniejszych przedstawicielek feminizmu końca XIX wieku w Stanach Zjednoczonych.

## Życiorys
Matilda Joslyn była córką abolicjonisty Hezekiaha Joslyna. Wychowała się w domu, stanowiącym przystanek na trasie Underground Railroad, już jako dziecko, w latach 30. XIX wieku zajmując się zbieraniem podpisów pod petycjami na rzecz zniesienia niewolnictwa. W latach poprzedzających wojnę secesyjną jej własny dom także stał się schronieniem dla zbiegów. W 1850 roku podpisała petycję stwierdzającą, że jest gotowa ponieść karę sześciu miesięcy więzienia i 2000 dolarów grzywny, jako przeciwniczka nowego Fugitive Slave Act, kryminalizującego wszelką pomoc zbiegłym niewolnikom. 
W 1852 roku, wraz z Susan B. Anthony, przystąpiła do ruchu na rzecz praw kobiet. Obie, wraz z Elizabeth Cady Stanton, stały się wkrótce przywódczyniami radykalnego skrzydła ruchu, tworząc National American Woman Suffrage Association (NAWSA). Podczas wyborów w 1871 roku w zorganizowanej akcji obywatelskiego nieposłuszeństwa działaczki ruchu na terenie całych Stanów Zjednoczonych usiłowały wbrew prawu oddać głosy. Była współautorką Deklaracji Praw Kobiet, przedstawionej na obchodach 4 lipca 1876 roku w Filadelfii. Także w latach 70. XIX wieku w szeregu artykułów przedstawiła bezprawie w traktowaniu Indian przez rząd i obywateli. Jej obserwacje zjawiska równouprawnienia kobiet i mężczyzn w matrylinearnej strukturze społecznej Irokezów stały się jedną z podstaw dla rozważań teoretycznych nad podobną sytuacją w ogólności.
Od 1879 roku oficjalne pismo NAWSA, „The National Citizen and Ballot Box”, rozpoczęło publikację pierwszych fragmentów wspólnego dzieła Gage, Anthony i Stanton, zatytułowanego A History of Woman Suffrage. W 1893 roku sama Gage opublikowała Woman, Church and State. Jako teoretyczka feminizmu przedstawiała opinię, że pierwotną formą organizacji społeczeństwa był matriarchat, zastąpiony później, prawdopodobnie w sposób opresyjny, przez patriarchalną strukturę wspieraną przez kościoły chrześcijańskie. W pracy Woman as Inventor opisała zjawisko dyskryminacji osiągnięć naukowych kobiet, w 1993 roku nazwane od jej imienia Matilda effect. Powołała się przy tym na przykład Catherine Littlefield Greene, która miała podsunąć Eliemu Whitneyowi koncepcję odziarniarki bawełny. Bardziej radykalna od wielu swych towarzyszek, w 1890 roku założyła wraz z Anthony nową organizację feministyczną, Women's National Liberal Union (WNLU), której przewodniczącą była aż do śmierci.
Jej mężem był Henry Hill Gage, mieli pięcioro dzieci. Najmłodsza córka, Maud, wyszła za mąż za L. Franka Bauma. Matilda Gage zmarła w ich domu w Chicago 18 marca 1898 roku. Została pochowana na cmentarzu w Fayetteville. Jej dawny dom w tej miejscowości jest siedzibą fundacji jej imienia.